# Райдэл, Трэй
Генри Джуд «Трэй» Райдэл III (англ — Trey Radel, родился 20 апреля 1976 г.) — американский радиоведущий, политический обозреватель, писатель, актер и бывший член Палаты представителей США. Шоу Райдэла транслируется на флоридской радиостанции WFSX-FM, дочерней компании FOX News Radio.

## Ранняя жизнь и образование
Райдэл родился в 1976 году в Цинциннати, штат Огайо, в семье Кэтлин (Соллинджер) и Генри Джуда Райдэла-младшего. Он окончил среднюю школу в районе Прайс-Хилл в Цинциннати. Райдэл специализировался на коммуникациях и изучал итальянский язык в Университете Лойолы в Чикаго.

## Медиа карьера
Райдэл начал свою карьеру в качестве журналиста, работая как ведущим новостей, так и репортером. Он стажировался в штаб-квартире CNN в Атланте. Затем Райдэл работал в филиалах CBS, KHOU в Хьюстоне, WBBM-TV в Чикаго и WINK-TV в Форт-Майерсе, Флорида. В 2005 году Райдэл купил газету Naples Journal, которую позже продал американской компании EW Scripps. В 2007 году, после продажи газеты, Райдэл вернулся в WINK-TV. В 2009 году ушел, чтобы вести в прямом эфире 4-часовое утреннее шоу на радиостанции WFSX-FM. В 2017 году программа Райдэла начнет выходить в дневное время.

### Издания
28 марта 2017 года издательство Blue Rider Press выпустило книгу Райдэла «Демократия, правдивая история о странной политике, деньгах, безумии и закусок». Книга была названа американским интернет-изданием HuffPost как «жестоко честные, возмутительные мемуары». Вместе с бывшим губернатором Нью-Йорка Джорджем Патаки, Райдэл написал книгу «За пределами великого разделения: как нация стала соседом». Книга была опубликована издательством Post Hill Press и описана как «беспрецедентный взгляд изнутри на события 11 сентября и внутреннюю работу политического климата, сложившегося после терактов»

### Роли
Райдэл получил образование актёра-комика и выступал в Second City в Чикаго. В 2016 году Райдэл получил постоянную роль ведущего теленовостей в сериале StartUp. Он также сыграл главную роль в сериале «Правда страннее, чем Флорида» на телеканале Investigation Discovery. Последняя роль Райдэла была в историческом драматическом сериале «Правильные вещи», продюсером которого выступил Леонардо ДиКаприо.

## Палата представителей США

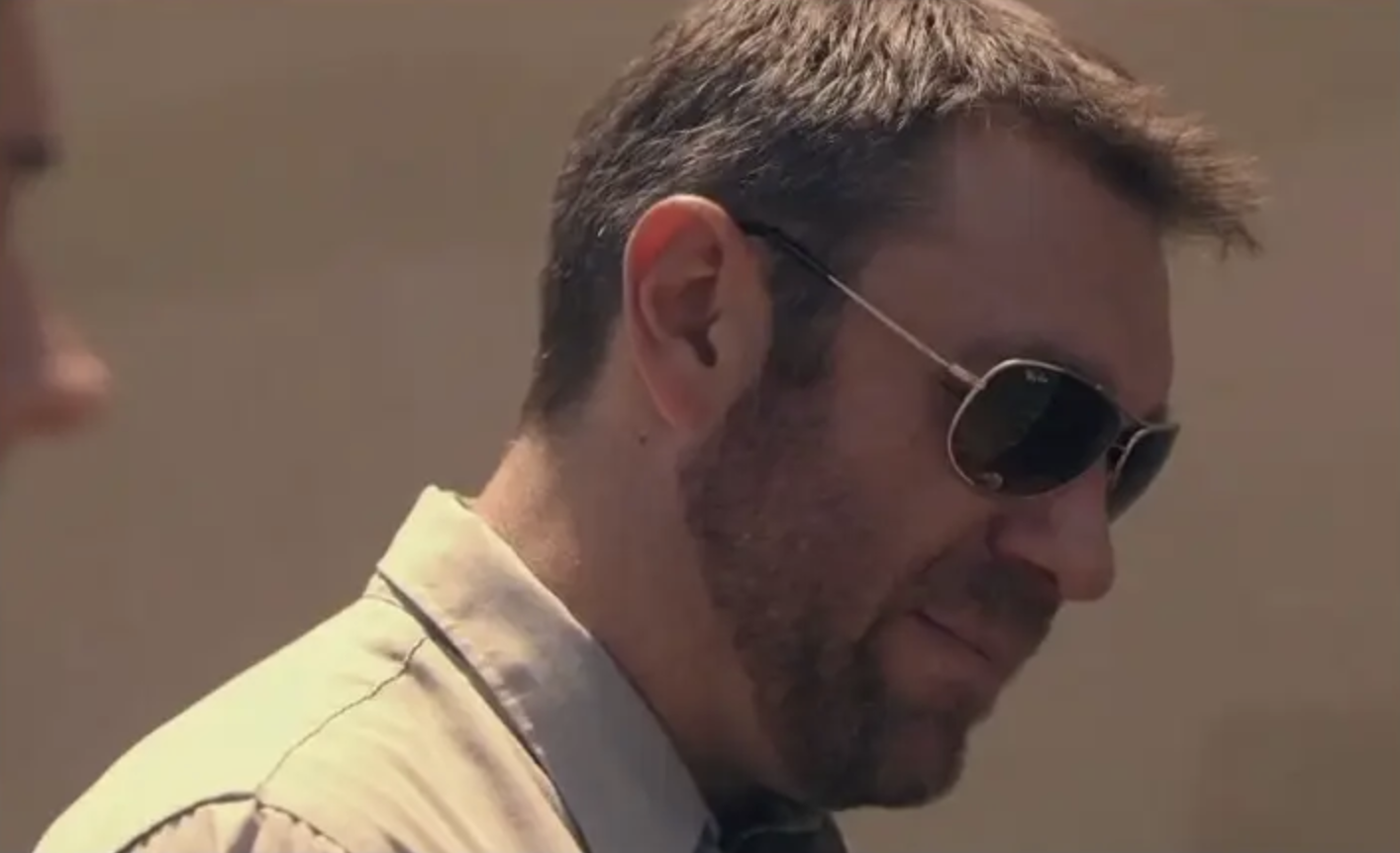
Трей Рэйдел на съемках сериала «Правда страннее, чем Флорида»

Райдэл представлял 19-й избирательный округ Флориды с 3 января 2013 г. по 27 января 2014 г., принес присягу 113-му Конгрессу США. Границы округа находятся на юго-западе Флориды и включают Форт-Майерс, Нейплс и Кейп-Корал.

### Выборы
Райдэл вместе с пятью другими кандидатами от республиканцев решил баллотироваться от 19-го округа. Скандалы начались, когда было обнаружено, что кампания «Друзья Трея Райдэла, Inc.» купила доменные имена оппонентов почти за год до того, как Райдэл объявил, что собирается идти на выборы.
Политическая философия Райдэла консервативна, но, тем не менее, он сказал, что поддерживает принципы закона DREAM (предложение Соединенных Штатов о предоставлении временного условного вида на жительство с правом на работу иммигрантам без документов, въехавшим в Соединенные Штаты несовершеннолетними). Райдэл выиграл предварительные выборы, набрав 30 % голосов, в первую очередь благодаря своим выступлениям в родном округе Ли. Его предвыборную кампанию поддерживало «движение чаепития». В 2012 году Райдэл выиграл выборы, набрав 63 % голосов.

### Осуждение и отставка

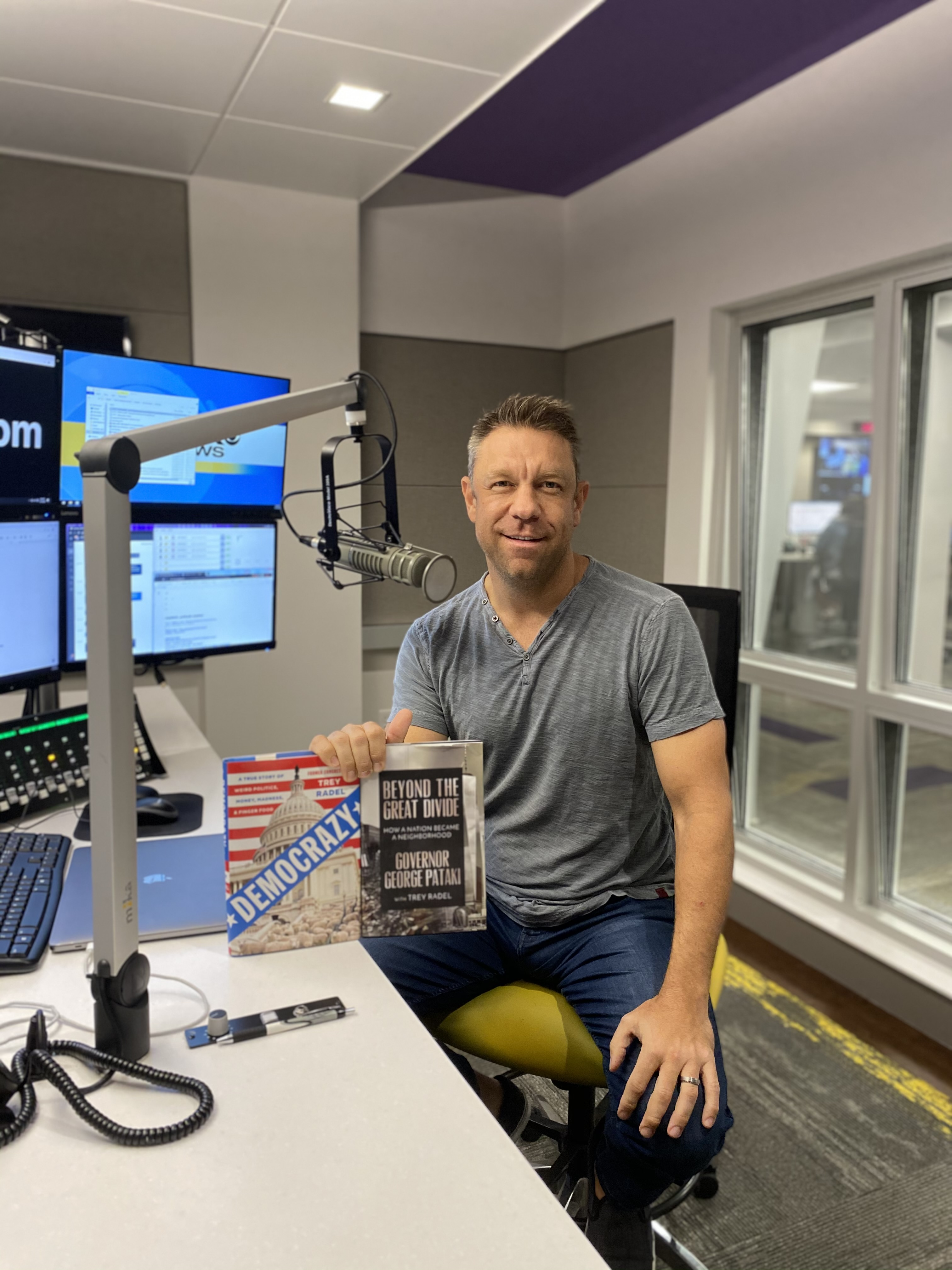
Райдэл на автограф-сессии, 2020 г.

29 октября 2013 года Райдэл был арестован в федеральном округе Колумбия после попытки купить 3,5 грамма кокаина. Менее чем через месяц Райдэл признал себя виновным по обвинению в хранении кокаина и был приговорен к одному году испытательного срока. После осуждения Райдэл добровольно ушел в отпуск, чтобы пройти курс реабилитации от зависимости, объявив, что за время своего отсутствия свою зарплату он будет жертвовать на благотворительность. В конце января 2014 года Райдэл официально подал в отставку.
Райдэл выполнил все условия своего испытательного срока, подал ходатайство о снятии с него судимости, которое было удовлетворено судом в октябре 2014 года.

### Результаты выборов
| Предварительные выборы по 19-му избирательному округу Флориды (2012) | Предварительные выборы по 19-му избирательному округу Флориды (2012) | Предварительные выборы по 19-му избирательному округу Флориды (2012) | Предварительные выборы по 19-му избирательному округу Флориды (2012) |
| Партия                                                               | Кандидат                                                             | Голоса                                                               | %                                                                    |
| -------------------------------------------------------------------- | -------------------------------------------------------------------- | -------------------------------------------------------------------- | -------------------------------------------------------------------- |
| Республиканец                                                        | Трэй Райдэл                                                          | 22 284                                                               | 30,0 %                                                               |
| Республиканец                                                        | Чонси Госс                                                           | 15 994                                                               | 21,5 %                                                               |
| Республиканец                                                        | Пейдж Кригель                                                        | 13 148                                                               | 17,7 %                                                               |
| Республиканец                                                        | Гэри Обюшон                                                          | 11 486                                                               | 15,5 %                                                               |
| Республиканец                                                        | Байрон Дональдс                                                      | 10 376                                                               | 14,0 %                                                               |
| Республиканец                                                        | Джо Давидоу                                                          | 1026                                                                 | 1,4 %                                                                |
| Всего голосов                                                        | Всего голосов                                                        | 74 314                                                               | 100,00                                                               |

| Всеобщие выборы по 19-му избирательному округу Флориды (2012) | Всеобщие выборы по 19-му избирательному округу Флориды (2012) | Всеобщие выборы по 19-му избирательному округу Флориды (2012) | Всеобщие выборы по 19-му избирательному округу Флориды (2012) |
| Партия                                                        | Кандидат                                                      | Голоса                                                        | %                                                             |
| ------------------------------------------------------------- | ------------------------------------------------------------- | ------------------------------------------------------------- | ------------------------------------------------------------- |
| Республиканец                                                 | Трэй Райдэл                                                   | 189 833                                                       | 62,0 %                                                        |
| Демократ                                                      | Джим Роуч                                                     | 109 746                                                       | 35,8 %                                                        |
| Независимый кандидат                                          | Брендон Смит                                                  | 6637                                                          | 2,2 %                                                         |
| Всего голосов                                                 | Всего голосов                                                 | 303 216                                                       | 100,00                                                        |

## Личная жизнь
Райдэл женат на ведущей канала FOX-4 Эми Вегманн. Проживают в Форт-Майерсе, у них трое детей. Райдэл также свободно владеет испанским языком.

## Некоммерческая работа
Райдэл вместе со своей женой основал некоммерческую организацию под названием «Фонд вооруженных сил США». Организация занимается помощью раненым солдатам, которые возвращаются домой из-за границы.